# Samdrub-ce
Samdrub-ce (tibetsky བསམ་འགྲུབ་རྩེ་, Wylie: bsam 'grub rtse, pinyin: Samzhubzê; čínsky v českém přepisu Sang-ču-c’, pchin-jinem Sāngzhūzī, znaky 桑珠孜) je městský obvod v městské prefektuře Žikace v Tibetské autonomní oblasti v ČLR. Obvod je sídlem správy prefektury, zahrnuje město Žikace a jeho bezprostřední okolí.
Město Žikace (Samdrub-ce) leží necelých 300 km západně od Lhasy. Obvod má přibližně 110 000 obyvatel (2013) a je druhým největším tibetským městem v Tibetské AO. Žikace bylo tradičně centrem tibetské části Cang, dodnes se obyvatelům kraje Žikace přezdívá „cangba“.

## Historie

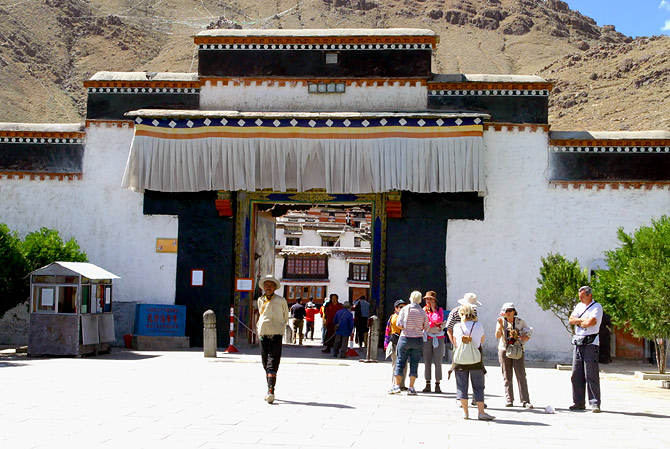
Vstup do kláštera Tašilhünpo

V Žikace se nachází tradiční sídlo pančhenlamy – sídlí v klášteře Tašilhünpo (བཀྲ་ཤིས་ལྷུན་པོ།) tradice gelugpa, jenž roku 1447 založil první dalajláma Gendündub. V Žikace se nachází známý Žikacký hrad, zbořený za kulturní revoluce a zrekonstruovaný v letech 2005–2007.
Po vpádu čínské armády byla v roce 1959 na území dnešní městské prefektury zřízena zvláštní oblast Žikace. Na území města a přilehlého okolí okres Žikace, roku 1986 reorganizovaný ve stejnojmenný městský okres.
V roce 2014 byl městský okres Žikace přejmenován na městský obvod Samdrub-ce a prefektura Žikace na městskou prefekturu Žikace, stále jako součást Tibetské autonomní oblasti v ČLR.

## Geografie
Žikace leží necelých 300 km západně od Lhasy na soutoku Brahmaputry a Ňangčhu v nadmořské výšce 3 840 m. V městském obvodu se nachází 6 vrcholků vyšších 5 500 metrů.

## Demografie
Ve městě Žikace bydlelo v roce 2013 přibližně 110 tisíc obyvatel.

## Doprava
Žikace vždy byla křižovatka při cestách z Indie a Nepálu do Lhasy. Městem prochází čínská dálnice číslo G318 ze Šanghaje do tibetského města Dram (tibetsky: འགྲམ་, Wylie: 'gram) na nepálských hranicích. Úsek ze Lhasy na hranice s Nepálem má název „Dálnice přátelství“. Ve vzdálenosti 43 km od města v nadmořské výšce 3782 m n. m. se nachází letiště (IATA: RKZ, ICAO: ZURK). Od výstavby v 60. letech 20. století fungovalo pouze jako vojenské. V roce 2009 bylo rekonstruováno a od roku 2011 otevřeno i jako letiště civilní, obsluhuje civilní lety pouze dvakrát týdně do čínského města Čcheng-tu. Toto letiště je páté civilní v TAO. 15. srpna 2014 byla slavnostně uvedena do provozu železniční trať ze Lhasy, vlakové spojení z-do Lhasy existuje pouze jednou denně.